# What a Man Wants
Pour plus de détails, voir Fiche technique et Distribution.
What a Man Wants (hangeul : 바람 바람 바람 ; RR : Balam Balam Balam, littéralement « Vent, Vent, Vent ») est une comédie romantique sud-coréenne coécrite et réalisée par Lee Byeong-heon, sortie en 2018.
Elle totalise plus d'un million d'entrées au box-office sud-coréen de 2018.

## Synopsis
Sur l’île de Jeju, l'histoire de Kundo (Lee Sung-min (en)), un quinquagénaire à l’énergie débordante, et de sa petite sœur (Song Ji-hyo), dont le mari (Shin Ha-kyun) rêvait autrefois de devenir chef. La rencontre de ce dernier avec une jeune femme envenime la situation.

## Fiche technique
- Titre original : 지금 만나러 갑니다
- Titre international : What a Man Wants
- Réalisation : Lee Byeong-heon
- Scénario : Jang Kyu-sung et Lee Byeong-heon
- Photographie : Noh Seung-bo
- Montage : Jeong Gye-hyeon et Nam Na-yeong
- Musique : Kim Tae-seong
- Production : Kim Chul-yong et Lee Min-su
- Société de production : Hive Mediacorp
- Société de distribution : Next Entertainment World
- Pays d’origine :  Corée du Sud
- Langue originale : coréen
- Format : couleur
- Genre : comédie romantique
- Durée : 100 minutes
- Date de sortie :
  - Corée du Sud : 5 avril 2018

## Distribution
- Lee Sung-min (en) : Seok-geun, l’homme à femme et frère aîné de Mi-young
- Shin Ha-kyun : Bong-soo, l’aspirant chef et mari infidèle
- Song Ji-hyo : Mi-young, la femme de Bong-soo
- Lee El : Jenny, la femme dont Bong-soo est attiré
- Jang Young-nam (en) : Dam-deok, la femme décédée de Seok-geun
- Go Jun : Hyo-bong